# Hama
För andra betydelser, se Hama (olika betydelser).

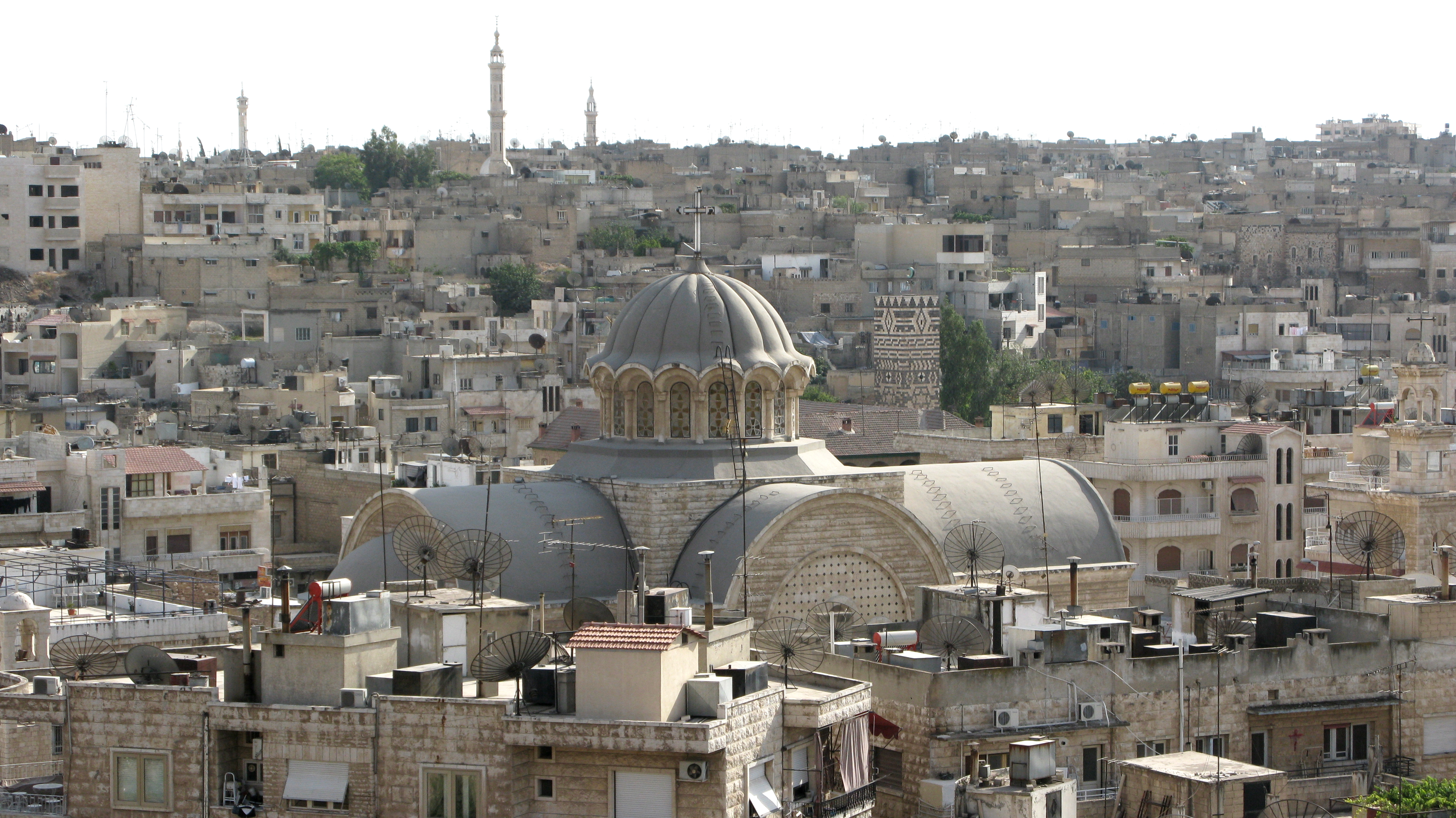
Sankt Georgs katedral i Hama.

Hama (arabiska: حماة) är en stad vid Orontesfloden i västra Syrien. Den är administrativ huvudort för både provinsen Hama och distriktet Hama. Staden hade 312 994 invånare vid folkräkningen 2004.
Staden omnämns i Gamla Testamentet som beteckning för Kanaans norra gräns och var sedermera huvudstad i det arameiska riket Hamath, som Jerobeam II i Israel synes ha med framgång bekrigat (2 Kon. 14: 25–28). Tiglat-Pilesar III, tog 738 f. Kr. en del av Hamaths område, och Sargon II, som intog Samaria, gjorde 720 f. Kr slut på Hamas självständighet. Efter den macedoniska erövringen erhöll staden namnet Epiphania. Under medeltiden blev den ånyo huvudort i en liten stat, bland vars furstar märks historieskrivaren Abu'l-Fida.
År 1982 förstördes många historiska byggnader under vad som sedan blivit känd som massakern i Hama, med ett mycket stort antal dödsoffer.